# Eduard Pape

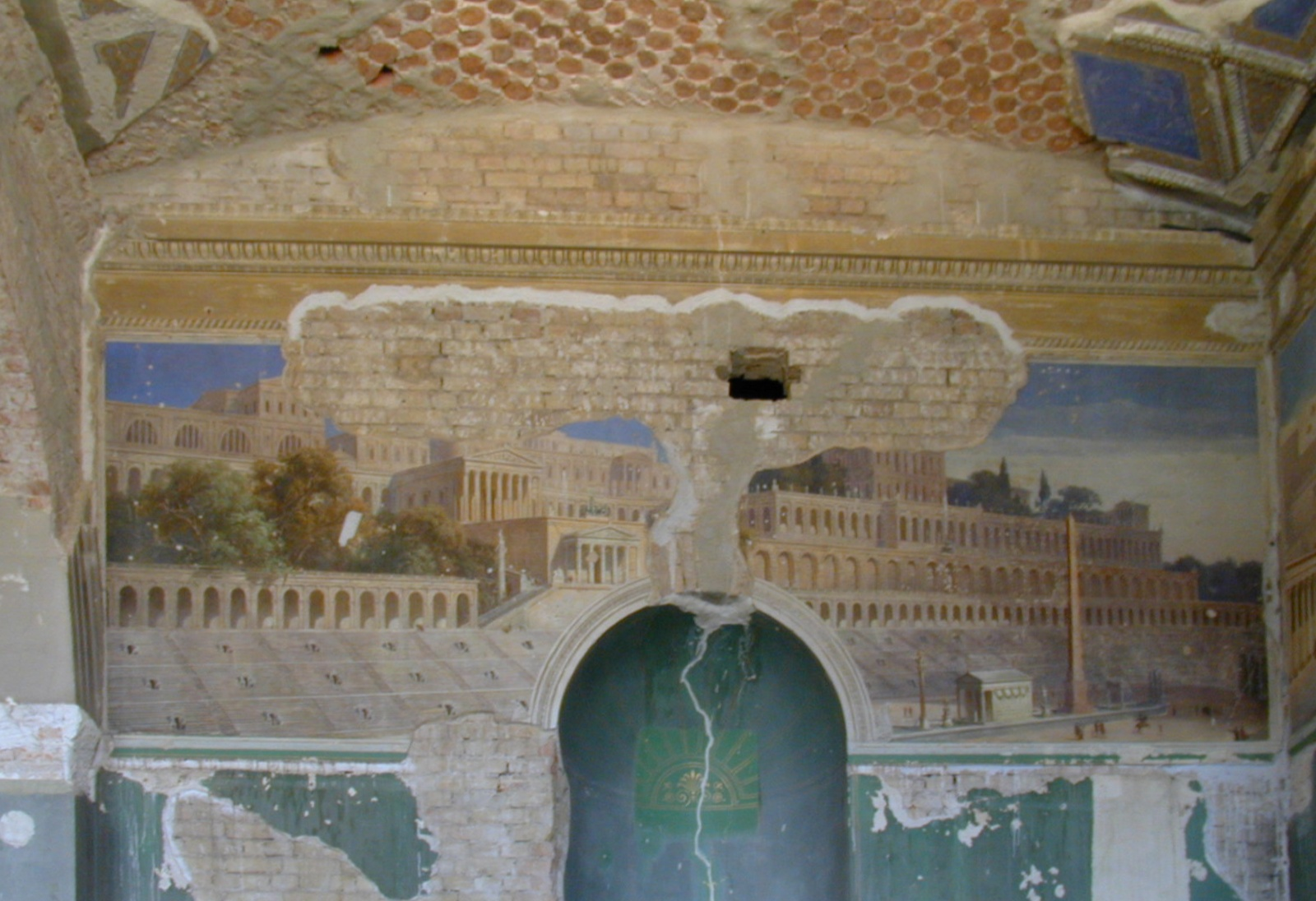
Kaiserpaläste und Circus maximus in Rom på Neues Museum i Berlin.

Eduard Friedrich Pape, född den 28 februari 1817 i Berlin, död där den 15 april 1905, var en tysk landskapsmålare.
Pape studerade i sin hemstads akademi, vände sig först till dekorationsmåleriet och började inte förrän 1848 måla stafflibilder. Hans första större arbeten var landskap med arkitektur, väggmålningar i Nya museets romerska och grekiska salar. I sina egentliga landskapstavlor var han fullständig romantiker samt hämtade sina motiv från Schweiz, Bayern och norra Italien. Till hans bästa arbeten av denna art hör Glaciär på Handeck (1850) och Rhens fall vid Schaffhausen (1866), bägge i Nationalgalleriet i Berlin.